# Turtle Lake (Wisconsin)
Turtle Lake est un village des comtés de Barron et de Polk, dans l'État du Wisconsin, aux États-Unis. En 2020, il comptait une population de 1 037 habitants.